# Ковалево-Поморске
Ковалево-Поморске (пол. Kowalewo Pomorskie)  —  город  в Польше, входит в Куявско-Поморское воеводство,  Голюбско-добжинский повят.  Имеет статус городско-сельской гмины. Занимает площадь 4,33 км². Население — 4130 человек (на 2004 год).